# Montagne Terrible
La montagne Terrible est une montagne située au cœur de la république d'Haïti. Elle se dresse à la limite du département de l'Ouest et du département de l'Artibonite et domine la commune de Saut-d'Eau. Son sommet culmine à 1 434 mètres d'altitude.